# Frank Gore
Franklin Delano Gore (Miami, 14 maggio 1983) è un ex giocatore di football americano statunitense che ha militato nel ruolo di running back per 16 stagioni nella National Football League (NFL). Gore ha giocato la maggior parte della sua carriera con i San Francisco 49ers e ha detenuto il record per un running back per il maggior numero di gare disputate (241) e terzo migliore per yard corse (16.000). Al college ha giocato a football all'Università di Miami. Gli analisti di NFL Network hanno soprannominato Gore "The Inconvenient Truth" (traduzione: la verità scomoda). Terminata la carriera nel football americano ha iniziato quella nel pugilato professionistico.

## Carriera

### San Francisco 49ers

#### Stagione 2005
Frank fu scelto nel Draft NFL 2005 dai 49ers. Nella sua prima stagione giocò 14 partite, partendo come titolare in una di esse. 
Nelle due partite non disputate fu bloccato da un infortunio all'inguine. Terminò al settimo posto tra i running back al debutto nella NFL con una media di 4,8 yard per possesso e guidò la squadra in yard totali corse con 608 yard su 127 portate e 3 touchdown su corsa. Gore inoltre ricevette 15 passaggi per 131 yard. L'ultima volta che un rookie guidò i 49ers nelle corse era stato nel 1990, quando Dexter Carter corse 460 yard. Le sue 608 yard corse furono il massimo per un debuttante dei 49ers da quando Roger Craig ne accumulò 725 yard nel 1983.

#### Stagione 2006
Gore guadagnò diverse posizioni nella scalata a diventare titolare dei San Francisco 49ers quando il 19 agosto 2006 essi scambiarono il titolare dell'anno precedente Kevan Barlow con i New York Jets per una scelta del quarto giro.
Gore merse con uno dei migliori running back della NFL nella sua prima stagione da titolare. Portò il pallone per 312 volte per un record di franchigia di 1.695 yard, eclissando il primato di Garrison Hearst del 1998 di 1.570 yard. Divenne il primo giocatore dei 49ers a guidare la NFC in yard corse e stabilì inoltre un record di franchigia con 2.180 yard totali (1.695 yard corse e 485 yard ricevute), superando il primato stagionale di Hearst di 2.105 yard totali (1.570 corse e 535 ricevute) stabilito nel 1998. Il suo risultato totale lo pose al secondo posto della NFC dietro a Steven Jackson e quarto assoluto nella NFL. Nella prima partita dei 49ers contro i Seattle Seahawks, Gore stabilì il record di yard corse in una singola partita per un giocatore dei 49ers con 212 yard su 24 portate, superando le 201 yard di Charlie Garner il 24 settembre 2000 contro i Cowboys. Gore corse nove partite da oltre 100 yard nel 2006, superando il record di franchigia di Garrison Hearst (1998) e Roger Craig (1988) fermatisi a sei. Concluse con 8 touchdown e malgrado problemi di fumble all'inizio della stagione (ne perse 4 nelle prime 4 partite) nel resto della stagione ne perse solo 3 totali. A fine anno fu convocato per il suo primo Pro Bowl.

#### Stagione 2007

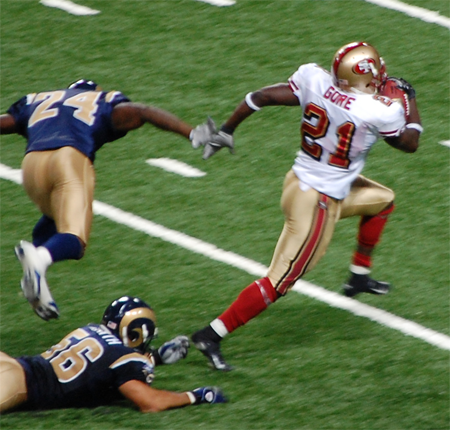
Gore in azione nel 2007 contro i St. Louis Rams.

Gore firmò un'estensione contrattuale fino al 2011 del valore stimato di 28 milioni di dollari in quattro anni, il 28 marzo 2007. Egli dichiarò che il suo obiettivo della stagione sarebbe stato sorpassare il primato stagionale di yard corse detenuto da Eric Dickerson. Disse che avrebbe voluto correre 2.200 yard.
Gore si ruppe un osso della mano il 30 luglio 2007 e saltò l'intera pre-stagione. Il 13 settembre, la madre di Gore morì a causa di una disfunzione ad un rene. Egli saltò l'allenamento ma tornò con la squadra la domenica successiva, segnando due touchdown nella vittoria 17-16 sui St. Louis Rams. La miglior prestazione di Gore giunse contro gli Arizona Cardinals dove corse 116 yard e ne ricevette altre 98, segnando due touchdown. Terminò la stagione con 1.102 yard corse e 436 yard ricevute.

#### Stagione 2008
Gore iniziò la stagione 2008 contro i futuri vincitori della NFC, gli Arizona Cardinals, dove corse per 96 yard in soli 14 possessi. Malgrado la sua notevole prestazione, che incluse anche un touchdown su una corsa da 41 yard, i 49ers persero 23-13.
Nella settimana 3, Gore dominò sui Detroit Lions, correndo per oltre 120 yard con un touchdown nella vittoria 31-13. La settimana seguente contro i New Orleans Saints oscurò Reggie Bush ma i 49ers furono sconfitti 31-17. Nel sesto turno ebbe la seconda gara da 100 yard della stagione, quando ne corse 101 su 19 possessi nella sconfitta 40-26 contro i Philadelphia Eagles.
Nell'ultima gara della stagione, in trasferta contro i Washington Redskins, Gore divenne il primo running back nella storia dei 49ers a correre per più di 1.000 yard in tre stagioni consecutive.

#### Stagione 2009

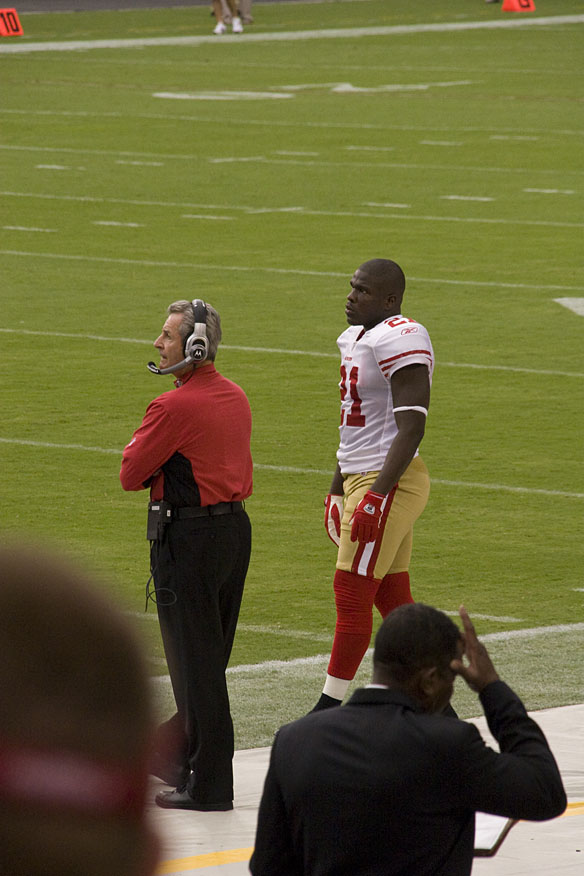
Gore nel prepartita del debutto della stagione 2009 contro gli Arizona Cardinals.

Gore iniziò la stagione 2009 sotto la guida del nuovo allenatore dei running back Tom Rathman. Egli fu affiancato da un nuovo compagno di reparto, la scelta del terzo giro dei back 49ers Glen Coffee.
Dopo una prestazione non positiva nella prima settimana contro gli Arizona Cardinals, Gore disputò una prestazione di alto livello nel debutto casalingo contro i Seattle Seahawks in cui corse 206 yard (12,8 yard a possesso) e due touchdown, uno da 79 e uno da 80 yard, divenendo il secondo giocatore della storia della lega a correre due TD da oltre 75 yard nella stessa partita, dopo l'hall of famer Barry Sanders. Maurice Jones-Drew sarebbe in seguito diventato il terzo.
Dopo aver saltato le due gare successive contro St. Louis Rams and Atlanta Falcons a causa di un infortunio alla caviglia, Gore ritornò nella settimana 7 contro gli Houston Texans. Dopo una buona prova contro i Chicago Bears nella settimana 10, dove guadagnò 104 yard con un touchdown, fu meno produttivo nelle tre settimane successive. Nella seconda gara dei 49ers contro gli Arizona Cardinals nella settimana 14 comunque, Gore giocò una delle migliori gare della stagione correndo per 167 yard sy portate ed una marcatura. Nella settimana 16 contro i Philadelphia Eagles ebbe 16 possessi per 107 yard contro la difesa degli Eagles che non concedeva una partita da 100 yard corse da 22 turni consecutivi. Gore fu nominato riserva per il Pro Bowl 2009. Il 20 gennaio 2010, Steven Jackson annunciò che non avrebbe giocato il Pro Bowl per un infortunio così Gore prese il suo posto nella manifestazione.

#### Stagione 2010
Dopo aver disputato da titolare le prime 11 gare della stagione, Gore si fratturò una costola nella vittoria della settimana 12 contro gli Arizona Cardinals, terminando la sua stagione dopodiché i 49ers lo misero in lista infortunati. In due terzi di stagione, Gore corse per 853 yard totali segnando tre touchdown.

#### Stagione 2011
Gore acconsentì ad una nuova estensione contrattuale con San Francisco il 30 agosto 2011. Del valore di 25,9 milioni di dollari, il prolungamento avrebbe tenuto Gore ai San Francisco 49ers fino alla stagione 2014.
Il 4 dicembre 2011, contro i St. Louis Rams, Gore divenne il leader di tutti i tempi deo 49ers per yard corse, sorpassando Joe Perry. Egli corse 1.211 yard durante la stagione regolare 2011, la quinta volta in carriera che superò le 1.000 yard corse stagionali. Dopo diversi anni, i 49ers tornarono competivi vincendo la NFC West ed arrivando in finale di conference dove furono superati dai New York Giants solo ai tempi supplementari. A fine stagione, Gore ricevette la terza convocazione per il Pro Bowl in carriera e fu votato al 28º posto nella NFL Top 100, l'annuale classifica dei migliori cento giocatori della stagione.

#### Stagione 2012
Il 9 settembre, nella prima gara della stagione 2012, Gore giocò una grande partita guidando i 49ers alla vittoria in casa dei Green Bay Packers, correndo per 112 yard e segnando un touchdown. I 49ers vinsero anche nel turno successivo contro i Detroit Lions. Frank corse 89 yard su 17 tentativi e segnò un touchdown. Nella settimana 3 i 49ers persero a sorpresa la prima gara della stagione contro i Minnesota Vikings dove corse 63 yard su 12 tentativi.

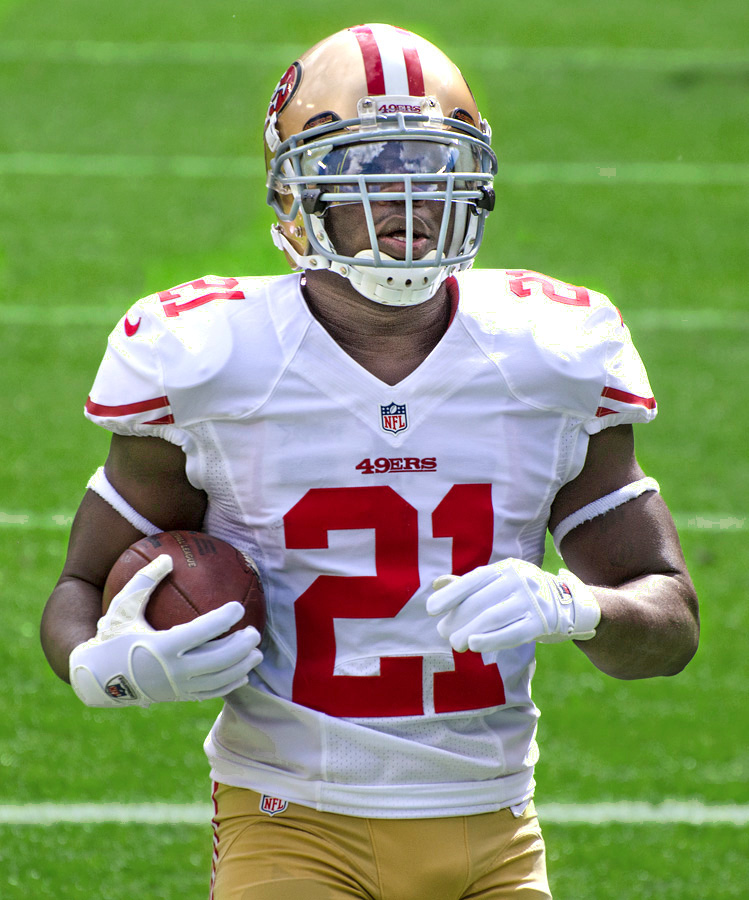
Gore nel 2012 contro i Packers.

I 49ers si rifecero nella settimana 4 schiantando per 34-0 in trasferta i New York Jets con Gore che corse 62 yard e segnò un touchdown. Nel turno successivo i 49ers salirono a un record di 4-1 in una partita senza storia contro i Buffalo Bills vinta per 45-3: Gore contribuì correndo 106 yard e segnando un touchdown.
Nel Thursday Night Football della settimana 7, i 49ers vinsero contro i Seattle Seahawks nella gara che avrebbe assicurato al vincitore la leadership nella NFC West: Gore giocò una grande gara trascinando l'attacco dei Niners con 131 yard corse e 51 ricevute.
Nella gara contro i Miami Dolphins Gore superò nuovamente le mille yard corse in stagione (per la sesta volta in carriera, record di franchigia) e segnando il suo cinquantesimo touchdown pareggiò il record di franchigia appartenente a Joe Perry e Roger Craig.
Il 26 dicembre, Gore fu convocato per il quarto Pro Bowl in carriera. Nell'ultimo turno di campionato, i 49ers batterono i Cardinals, assicurandosi il titolo della NFC West e la possibilità di saltare il primo turno di playoff grazie al secondo miglior record della NFC. Gore corse 68 yard e segnò un touchdown.
Nel divisional round contro i Green Bay Packers, Gore superò per la prima volta in carriera le cento yard corse in una gara di playoff, totalizzandone 119 con un touchdown nella vittoria dei Niners che avanzarono fino alla finale della NFC per il secondo anno consecutivo. Nella finale della NFC in trasferta contro i numero 1 del tabellone, gli Atlanta Falcons, Gore guidò la squadra a una rimonta da 17-0 a 28-24, portando la franchigia a disputare il suo primo Super Bowl dal 1994. La sua partita si concluse correndo 90 yard e segnando due touchdown.

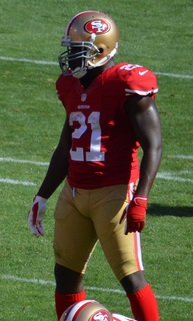
Gore nella gara di debutto della stagione 2013 contro i Packers.

Nel Super Bowl XLVII, Gore fu il miglior corridore della gara con 110 yard e un touchdown, ma i 49ers furono sconfitti dai Baltimore Ravens. A fine anno fu posizionato al numero 32 nella classifica dei migliori cento giocatori della stagione.

#### Stagione 2013
Nella prima gara della stagione vinta contro i Packers, Gore corse 44 yard e segnò un touchdown. Dopo due sconfitte consecutive (per la prima volta nell'era Harbaugh) contro Seahawks e Colts, Gore disputò la prima gara stagionale da oltre cento yard, correndone 153 e segnando un touchdown nella vittoria della settimana 4 sui Rams. I Niners vinsero la seconda gara consecutiva ai danni degli Houston Texans la settimana seguente, con 81 yard e un touchdown del running back. Gore tornò a segnare due touchdown nella settimana 7 contro i Titans, terminando con 70 yard corse. La domenica seguente i Niners si sbarazzarono senza difficoltà dei Jacksonville Jaguars nella gara disputata allo Wembley Stadium di Londra in cui segnò altri due touchdown. Tornò a segnare solamente nella settimana 13 nella vittoria casalinga sui Rams. La domenica successiva fu decisivo nell'infliggere la seconda sconfitta stagionale ai Seahawks, in quel momento la squadra col miglior record della lega, con una corsa da 51 yard nel finale di gare (la più lunga della sua stagione) che permise ai 49ers di avanzare in posizione utile per firmare il field goal del sorpasso. La sua prova terminò con 110 yard corse.
Il 23 dicembre contro i Falcons, nell'ultima gara della storia della stagione regolare disputata a Candlestick Park, Gore corse 97 yard e segnò un touchdown sigillando la vittoria dei Niners e la loro qualificazione ai playoff. Il 27 dicembre fu premiato con la quinta convocazione al Pro Bowl in carriera.
Nel primo turno di playoff, i 49ers eliminarono i Packers al Lambeau Field grazie a un field goal negli ultimi secondi. Gore concluse quella partita con 66 yard corse e un touchdown. La corsa della franchigia si interruppe nella finale della NFC contro i Seahawks futuri vincitori del Super Bowl XLVIII. A fine anno, Gore fu votato al 46º posto nella NFL Top 100 dai suoi colleghi.

#### Stagione 2014
Nella prima partita della stagione 2014, vinta da San Francisco 28-17 in casa dei Dallas Cowboys, Gore, cui bastavano solamente 33 yard per tagliare il prestigioso traguardo delle 10.000 yard corse, mise a referto 66 yard su corsa in 16 portate e divenne così il 29º giocatore nella storia della NFL a centrare tale impresa, solamente il 3º ancora in attività assieme a Steven Jackson ed Adrian Peterson. La domenica successiva segnò il primo touchdown stagionale ma i 49ers furono battuti in casa dai Bears, rovinando il debutto nell'appena costruito Levi's Stadium. Due settimane dopo segnò un touchdown su ricezione da 55 yard (un record personale) e superò per la prima volta le cento yard corse in stagionale nella vittoria sugli Eagles. Nel quindicesimo turno, al CenturyLink Field di Seattle, segnò il touchdown che fece concludere a San Francisco il primo tempo in vantaggio, ma rimase fuori per quasi tutto il resto della partita a causa di una commozione cerebrale subita. San Francisco finì con l'uscire sconfitta, venendo eliminata matematicamente dalla corsa ai playoff. Tornò in campo sei giorni dopo contro i Chargers contribuendo al record di franchigia di yard corse in una partita con un massimo stagionale di 158 yard (con un touchdown) ma i Niners sprecarono un vantaggio di 21 punti nel secondo tempo e furono battuti ai supplementari. Nell'ultima partita con la maglia di San Francisco, Gore con 144 yard corse superò per l'ottava volta in carriera le mille stagionali nella vittoria sui Cardinals.

### Indianapolis Colts

#### Stagione 2015
Dopo dieci stagioni coi 49ers, il 10 marzo 2015 Gore firmò con gli Indianapolis Colts. Le prime due marcature con la nuova maglia le segnò nel terzo turno contro i Titans, in cui i Colts colsero la prima vittoria stagionale. Tornò a segnare nel sesto turno nella vittoria sui Texans dopo di che passò un mese per il quarto touchdown, segnato nella settimana 9 nella vittoria sui precedentemente imbattuti Broncos. Nel penultimo turno raggiunse quota 70 TD su corsa in carriera, segnandone due nella vittoria sui Dolphins. La sua annata si chiuse guidando la squadra in yard corse (967) e TD su corsa (6) mentre i Colts, partiti con l'ambizione di raggiungere il Super Bowl, non si qualificarono per i playoff.

#### Stagione 2016
Nella settimana 4 della stagione 2016, Gore superò Marshall Faulk al 10º posto nella classifica di tutti i tempi per yard corse in carriera. A fine stagione fu premiato con l'Art Rooney Sportsmanship Award per la sportività e il fair play.

#### Stagione 2017
Il 9 ottobre 2017 superò invece Eric Dickerson al settimo posto di tutti i tempi. Il 3 dicembre nella stessa gara superò Jerome Bettis e LaDainian Tomlinson salendo al quinto posto. Nella settimana 15 divenne il secondo giocatore della storia dopo Emmitt Smith a guadagnare mille yard dalla linea di scrimmage per 12 stagioni consecutive.

### Miami Dolphins

#### Stagione 2018
Il 22 marzo 2018 Gore firmò un contratto di un anno con i Miami Dolphins. Il 16 settembre 2018, nella seconda gara di campionato, superò Curtis Martin al quarto posto di tutti i tempi per yard corse in carriera.

### Buffalo Bills

#### Stagione 2019
Il 13 marzo 2019 Gore firmò un contratto di un anno con i Buffalo Bills. Nel terzo turno segnò il touchdown decisivo nel quarto periodo che mantenne i Bills imbattuti. Sette giorni dopo, con 109 yard corse contro i Patriots, divenne il quarto giocatore della storia a superare le 15.000 yard su corsa. Nella vittoria del dodicesimo turno contro i Denver Broncos Gore superò Barry Sanders al terzo posto nella classifica di tutti i tempi per yard corse in carriera.

### New York Jets

#### Stagione 2020
Il 5 maggio 2020 Gore firmò per un anno con i New York Jets. Alla settimana 15, nella vittoria contro i Los Angeles Rams, Gore ha giocato la sua 240ª partita nella NFL, fissando così il nuovo record della lega per il maggior numero di partite disputate da un running back, superando Lorenzo Neal. Al termine del suo contratto non firmò per altre squadre.

### Ritiro
Il 3 aprile 2022 Gore dichiarò di aver pianificato di firmare un contratto di un giorno con i San Francisco 49ers e ritirarsi così da membro della squadra che lo aveva selezionato nel draft. Terminò la sua carriera con esattamente 16.000 yard corse.
Il 2 giugno 2022 Gore ha annunciato il suo ritiro dopo aver firmato un contratto di un giorno con i San Francisco 49ers.

### Debutto nel pugilato
Conclusa la sua carriera nel football Gore si è dedicato al pugilato, nella categoria dei pesi massimi, disputando prima un incontro d'esibizione nel 2021 contro l'ex giocatore della NBA Deron Williams e poi debuttando ufficialmente tra i professionisti il 14 maggio 2022, vincendo per knockout l'incontro contro Yaya Olorunsola.

## Palmarès

### Franchigia
- National Football Conference Championship: 1

San Francisco 49ers: 2012

### Individuale
- Convocazioni al Pro Bowl: 5

2006, 2009, 2011, 2012, 2013
- Second-team All-Pro: 1

2006
- Club delle 10.000 yard corse in carriera
- Formazione ideale della NFL degli anni 2010

## Statistiche NFL

### Stagione regolare
| Anno     | Squadra  | Gare | Gare | Corse | Corse  | Corse | Corse | Corse | Ricezioni | Ricezioni | Ricezioni | Ricezioni | Ricezioni | Fumble | Fumble |
| Anno     | Squadra  | P    | PT   | Ten   | Yard   | Media | Max   | TD    | Ric       | Yard      | Media     | Max       | TD        | Fum    | Persi  |
| -------- | -------- | ---- | ---- | ----- | ------ | ----- | ----- | ----- | --------- | --------- | --------- | --------- | --------- | ------ | ------ |
| 2005     | SF       | 14   | 1    | 127   | 608    | 4.8   | 72T   | 3     | 15        | 131       | 8.7       | 47        | 0         | 2      | 2      |
| 2006     | SF       | 16   | 16   | 312   | 1,695  | 5.4   | 72    | 8     | 61        | 485       | 8.0       | 39        | 1         | 6      | 5      |
| 2007     | SF       | 15   | 15   | 260   | 1,102  | 4.2   | 43T   | 5     | 53        | 436       | 8.2       | 23T       | 1         | 4      | 3      |
| 2008     | SF       | 14   | 14   | 240   | 1,036  | 4.3   | 41T   | 6     | 43        | 373       | 8.7       | 26        | 2         | 6      | 3      |
| 2009     | SF       | 14   | 14   | 229   | 1,120  | 4.9   | 80T   | 10    | 52        | 406       | 7.8       | 48        | 3         | 4      | 2      |
| 2010     | SF       | 11   | 11   | 203   | 853    | 4.2   | 64    | 3     | 46        | 452       | 9.8       | 41        | 2         | 4      | 2      |
| 2011     | SF       | 16   | 15   | 282   | 1,211  | 4.3   | 55    | 8     | 17        | 114       | 6.7       | 13        | 0         | 2      | 2      |
| 2012     | SF       | 16   | 16   | 258   | 1,214  | 4.7   | 37    | 8     | 28        | 234       | 8.4       | 26        | 1         | 2      | 1      |
| 2013     | SF       | 16   | 16   | 276   | 1,128  | 4.1   | 51    | 9     | 16        | 141       | 8.8       | 29        | 0         | 3      | 3      |
| 2014     | SF       | 16   | 16   | 255   | 1,106  | 4.3   | 52T   | 4     | 11        | 111       | 10.1      | 55T       | 1         | 2      | 2      |
| 2015     | IND      | 16   | 16   | 260   | 967    | 3.7   | 37T   | 6     | 34        | 267       | 7.9       | 34        | 1         | 4      | 3      |
| 2016     | IND      | 16   | 16   | 263   | 1,025  | 3.9   | 22    | 4     | 38        | 277       | 7.3       | 49        | 4         | 2      | 1      |
| 2017     | IND      | 16   | 16   | 261   | 961    | 3.7   | 21    | 3     | 29        | 245       | 8.4       | 26        | 1         | 3      | 0      |
| 2018     | MIA      | 14   | 14   | 156   | 722    | 4.6   | 39    | 0     | 12        | 124       | 10.3      | 24        | 1         | 1      | 0      |
| 2019     | BUF      | 16   | 8    | 166   | 599    | 3.6   | 41    | 2     | 13        | 100       | 7.7       | 18        | 0         | 0      | 0      |
| 2020     | NYJ      | 15   | 14   | 187   | 653    | 3.7   | 17    | 2     | 16        | 89        | 5.6       | 9         | 0         | 1      | 1      |
| Carriera | Carriera | 241  | 218  | 3,735 | 16,000 | 4.3   | 80    | 81    | 484       | 3,985     | 8.2       | 55        | 18        | 47     | 31     |

Fonte:NFL.com

### Playoff
| Anno     | Squadra  | Gare | Gare | Corse | Corse | Corse | Corse | Corse | Ricezioni | Ricezioni | Ricezioni | Ricezioni | Ricezioni | Fumble | Fumble |
| Anno     | Squadra  | P    | PT   | Ten   | Yard  | Media | Max   | TD    | Ric       | Yard      | Media     | Max       | TD        | Fum    | Persi  |
| -------- | -------- | ---- | ---- | ----- | ----- | ----- | ----- | ----- | --------- | --------- | --------- | --------- | --------- | ------ | ------ |
| 2011     | SF       | 2    | 2    | 29    | 163   | 5.6   | 42    | 0     | 13        | 83        | 6.4       | 24        | 0         | 1      | 0      |
| 2012     | SF       | 3    | 3    | 63    | 319   | 5.1   | 33    | 4     | 2         | 48        | 24.0      | 45        | 0         | 0      | 0      |
| 2013     | SF       | 3    | 3    | 48    | 164   | 3.4   | 39    | 3     | 12        | 36        | 3.0       | 0         | 0         | 0      | 0      |
| 2019     | BUF      | 1    | 1    | 8     | 22    | 2.8   | 14    | 0     | 0         | 0         | 0         | 0         | 0         | 0      | 0      |
| Carriera | Carriera | 9    | 9    | 148   | 668   | 4.5   | 42    | 7     | 18        | 167       | 9.3       | 45        | 0         | 1      | 0      |

Legenda:
- P = partite totali giocate
- PT = partite giocate da titolare
- Ten = corse tentate
- Ric = ricezioni effettuate
- Yard = yard guadagnate su corsa o ricezione
- Media = media di yard guadagnate per corsa o ricezione
- Max = corsa o passaggio più lungo della stagione
- TD = numero di touchdown segnati su corsa o ricezione

## Risultati nel pugilato

### Incontri da professionista
| N. | Risultato | Record | Avversario      | Tipo | Round, tempo | Data           | Località                 | Note                      |
| -- | --------- | ------ | --------------- | ---- | ------------ | -------------- | ------------------------ | ------------------------- |
| 1  | Vittoria  | 1-0    | Yaya Olorunsola | KO   | 4, 2:49      | 14 maggio 2022 | Biloxi, Mississippi, USA | Debutto da professionista |

### Incontri d'esibizione
| N. | Risultato | Record | Avversario     | Tipo | Round, tempo | Data             | Località            | Note |
| -- | --------- | ------ | -------------- | ---- | ------------ | ---------------- | ------------------- | ---- |
| 1  | Sconfitta | 0-1    | Deron Williams | SD   | 4            | 18 dicembre 2021 | Tampa, Florida, USA |      |